# Трійця (Польща)
Трійця (пол. Trójca) — колишнє село, а нині селище на прадавніх українських землях, в долині потічка Ямнянки, притоки річки Вігор, яка в свою чергу є притокою р. Сян. 

## Історія
До 1772 року село належало до Риботицького ключа, входило до складу Перемишльської землі Руського воєводства Королівства Польського. В селі були млин і корчма.
У 1772 році після першого розподілу Польщі входило до провінції Королівство Галичини та Володимирії імперії Габсбургів. Жителі села в 1795 р. за наймані 18 чвертей лану платили 631 злотий і 16 грошів та 27 півмірок вівса, 22 курки, 24 штуки пряжі та грошовий еквівалент за горіхи в сумі 18 злотих. У XIX ст. власниками села стали Тишковські гербу Ґодзава, в їх руках село та навколишні землі перебували до 1920 року. Після смерті Павла Тишковського (17 вересня 1920 року) згідно з його заповітом маєток передано Польській академії знань у Кракові. Під час Галицького повстання 1 березня 1846 року знищено панський двір у селі. В 1848 р. на знак знесення панщини змуровано придорожню капличку (зруйнована в 1950-х роках). У 1880 р. було 64 будинки і 414 жителів у селі та 3 будинки і 23 жителі в панському дворі (з них 427 греко-католиків, 3 римо-католики і 7 юдеїв). У 1895 р. на виборах до австрійського парламенту Антоній Тишковський переміг Івана Франка.
Після розпаду Австро-Угорщини і утворення 1 листопада 1918 р. Західноукраїнської Народної Республіки це переважно населене українцями село Надсяння було окуповане Польщею. На 1.01.1939 в селі було 790 жителів, з них 760 українців, 20 поляків, 10 євреїв. Село входило до ґміни Риботиче Добромильського повіту Львівського воєводства.
Після початку Другої світової війни 13 вересня 1939 року війська Третього Рейху увійшли в село, та після вторгнення СРСР до Польщі 27 вересня увійшли радянські війська і Трійця, що знаходиться на правому, східному березі Сяну, разом з іншими навколишніми селами відійшла до СРСР та ввійшла до складу утвореної 27 листопада 1939 року Дрогобицької області УРСР (обласний центр — місто Дрогобич).
З початком німецько-радянської війни 27 червня 1941 року село було зайняте військами вермахту. Від 13 серпня 1944 почалася примусова мобілізація українців до Червоної Армії.
В березні 1945 року Трійцю, як і весь Бірчанський район з районним центром Бірча, Ліськівський район з районним центром Лісько та західна частина Перемишльського району включно з містом Перемишль зі складу Дрогобицької області передано Польщі. Після цього було здійснено етноцид українців. Унаслідок виселення українців у СРСР та на ті території в західній та північній частині польської держави (так звані повернені території), що до 1945 належали Німеччині (операція Вісла) в селі не залишилося жодного жителя. В кінці 1960-х територія села разом з територіями інших навколишніх виселених сіл включена до відпочинкового комплексу Ради Міністрів.

### Церква
Дерев’яна церква Пресвятої Трійці збудована в 1792, була парафіяльною, належала до Добромильського деканату Перемишльської єпархії УГКЦ, знищена у 1972 році. Поряд була дерев’яна дзвіниця, на даний час уже не існує. В селі також був греко-католицький цвинтар.

## Демографія
- 1785—416 греко-католиків, 24 римо-католики, 10 юдеїв
- 1840—479 греко-католиків
- 1859—419 греко-католиків
- 1879—422 греко-католики
- 1899—498 греко-католиків
- 1926—610 греко-католиків
- 1938—723 греко-католики